# Wightman Cup 1987
Wightman Cup 1987 — 59-ті щорічні командні змагання з тенісу між США і Великою Британією. Відбувся в Коледжі Вільяма і Мері що в місті Вільямсбург, США.
| · Сполучені Штати Америки · 5 | Коледж Вільяма і Мері, Вільямсбург (Вірджинія), США 1987 Тверде (Закритий) | Коледж Вільяма і Мері, Вільямсбург (Вірджинія), США 1987 Тверде (Закритий) | · Велика Британія · 2 |     |     |  |
| \| \| \| \| 1 \| 2 \| 3 \| \| \| - \| \| --------------------------------------------------- \| --- \| --- \| --- \| \| \| 1 \| \| Зіна Гаррісон Енн Гоббс \| 7 5 \| 6 2 \| \| \| \| 2 \| \| Лорі Макніл Сара Гомер \| 6 2 \| 6 1 \| \| \| \| 3 \| \| Пем Шрайвер Джо Дьюрі \| 6 1 \| 7 5 \| \| \| \| 4 \| \| Джиджі Фернандес / Робін Вайт Сара Гомер / Клер Вуд \| 6 4 \| 6 1 \| \| \| \| 5 \| \| Пем Шрайвер Енн Гоббс \| 6 4 \| 6 3 \| \| \| \| 6 \| \| Зіна Гаррісон Джо Дьюрі \| 6 7 \| 3 6 \| \| \| \| 7 \| \| Зіна Гаррісон / Лорі Макніл Джо Дьюрі / Енн Гоббс \| 6 0 \| 4 6 \| 5 7 \| \| |                                                                            |                                                                            |                       |     |     |  |
| |                                                                            |                                                                            | 1                     | 2   | 3   |  |
| 1 | США · Велика Британія                                                      | Зіна Гаррісон Енн Гоббс                                                    | 7 5                   | 6 2 |     |  |
| 2 | США · Велика Британія                                                      | Лорі Макніл Сара Гомер                                                     | 6 2                   | 6 1 |     |  |
| 3 | США · Велика Британія                                                      | Пем Шрайвер Джо Дьюрі                                                      | 6 1                   | 7 5 |     |  |
| 4 | США · Велика Британія                                                      | Джиджі Фернандес / Робін Вайт Сара Гомер / Клер Вуд                        | 6 4                   | 6 1 |     |  |
| 5 | США · Велика Британія                                                      | Пем Шрайвер Енн Гоббс                                                      | 6 4                   | 6 3 |     |  |
| 6 | США · Велика Британія                                                      | Зіна Гаррісон Джо Дьюрі                                                    | 6 7                   | 3 6 |     |  |
| 7 | США · Велика Британія                                                      | Зіна Гаррісон / Лорі Макніл Джо Дьюрі / Енн Гоббс                          | 6 0                   | 4 6 | 5 7 |  |